# Tan Lei
Tan Lei (* 18. März 1963; † 1. April 2016) war eine chinesische Mathematikerin.

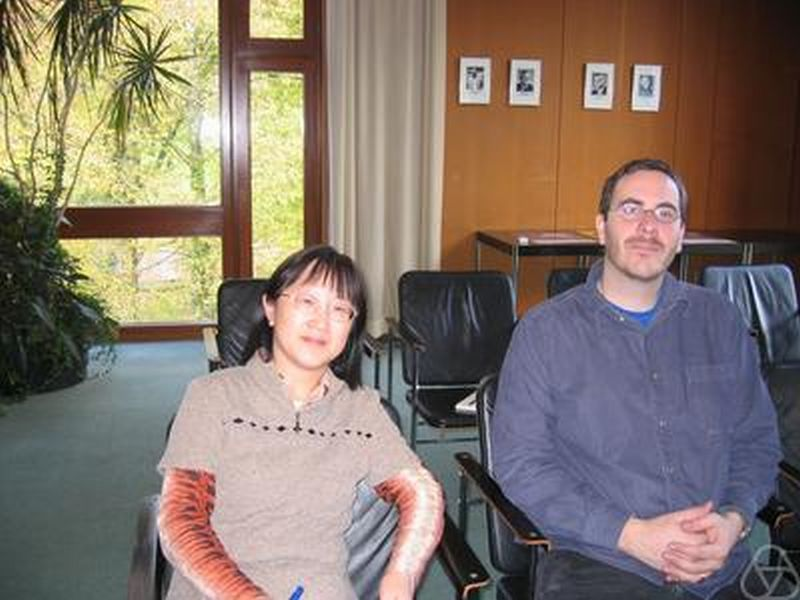
Tan Lei, Oberwolfach 2008

Tan promovierte 1987 bei Adrien Douady an der Universität Paris-Süd in Orsay (Accouplements des polynômes quadratiques complexes). Sie war Assistentin an der Universität Genf und Gastwissenschaftlerin am Max-Planck-Institut für Mathematik und der Universität Bremen. 1990 wurde sie Maître de Conférences an der Ecole Normale Superieure de Lyon, war Chargé de recherches des CNRS und Gastwissenschaftlerin an der Universität Warwick, bevor sie 1999 Maître de Conférences an der Universität Cergy-Pontoise wurde. 2009 wurde sie Professor an der Universität Angers.
Tan erzielte wichtige Resultate bezüglich Mandelbrot-Mengen und Julia-Mengen. Beispielsweise bewies sie, dass die Mengen an bestimmten Punkten (den Misiurewicz-Punkten) asymptotisch ähnlich sind (bei geeigneter Skalierung und Drehung). Mit John Milnor lieferte sie 1993 erste Beispiele für Julia-Mengen, die homöomorph zu Sierpinski-Kurven genannten Fraktalen sind.
Sie war mit dem Mathematiker Hans Henrik Rugh (Universität Paris-Süd Orsay) verheiratet und hatte zwei Kinder.

## Schriften
- Accouplements des polynômes quadratiques complexes, Comptes rendus de l'Académie des sciences 302 Série 1 Nº 17, 1986, S. 635–638 (französisch)
- Similarity between the Mandelbrot set and Julia sets, Communications in Mathematical Physics 134, 1990, S. 587–617 (englisch)
- Voisinages connexes des points de Misiurewicz, Ann. Inst. Fourier, Band 42, 1992, S. 707–735.
- Similarity between the Mandelbrot set and Julia sets, Commun. Math. Phys., Band 134, 1990, S. 587–617.
- A Sierpinski carpet as Julia set, Appendix zu: J. Milnor, Geometry and dynamics of quadratic rational maps, Exper. Math., Band. 2, 1993, S. 78–81.
- Local properties of The Mandelbrot set M, Similarity between M and Julia sets, Proceedings of the seventh European Women in Mathematics (EWM) meeting, Madrid, 1995, S. 71–82.
- mit K. Pilgrim: Rational maps with disconnected Julia set, Astérisque, Band 261, 2000, S. 349–384.
- als Herausgeberin: The Mandelbrot set, theme and variations, London Mathematical Society Lecture Note Series 274, Cambridge University Press, 2000, ISBN 0-521-77476-4 (englisch) (darin von Tan Lei: Einleitung, Local properties of the Mandelbrot set at parabolic points,  und mit M. Shishikura,  An alternative proof of Mané's theorem on non-expanding Julia sets)
- mit G.-Zh. Cui: A characterization of hyperbolic rational maps, Invent. math., Band 183, 2011, S. 451–516
- mit G.-Zh. Cui, W.-J. Peng:, On the topology of wandering Julia components, Discrete and Continuous Dynamical Systems, Band 29, 2010, S. 929–952
- mit Xavier Buff, G.-Zh. Cui: Teichmüller spaces and holomorphic dynamics, in: Handbook of Teichmüller Theory, Band 4, EMS 2014
- mit Xavier Buff: The quadratic dynatomic curves are smooth and irreducible, in: Araceli Bonifant, Misha Lyubich, Scott Sutherland (Hrsg.), Frontiers in Complex Dynamics: In Celebration of John Milnor's 80th Birthday, Princeton University Press, 2014, S. 49–72.